# Esthemopsis macar
Esthemopsis macar är en fjärilsart som beskrevs av Smith 1902. Esthemopsis macar ingår i släktet Esthemopsis och familjen Riodinidae. Inga underarter finns listade i Catalogue of Life.